# Anelytra curvata
Anelytra curvata är en insektsart som beskrevs av Sigfrid Ingrisch 1998. Anelytra curvata ingår i släktet Anelytra och familjen vårtbitare. Inga underarter finns listade i Catalogue of Life.